# Le Poole
Le Poole  is een Nederlands geslacht waarvan een telg zich in 1627 te Leiden vestigde.

## Geschiedenis
De oudste bekende voorvader was Anthony Le Poole die op 19 april 1627 als poorter werd ingeschreven in Leiden.
Anthony was evenals zijn zoon Jacob (1624-1693) kleermaker. Vanaf de volgende generaties werden de oudste zonen Jacob genoemd: Jacob II (1651- 1704), Jacob III (1693-1750) en Jacob IV (1727-1803). In 1680 werd Jacob II fabrikant in greinen (grove wollen stoffen) en hij kan beschouwd worden als stichter van het familiebedrijf Le Poole. Zijn zoon en kleinzoon (Jacob III en IV) traden in zijn voetsporen. In 1726 had de weverij aan de Hogewoerd elf persen voor laken en negen voor grein. Vanaf Jacob IV kregen de oudste zonen de naam Samuel (Jacob): Samuel I (1764-1826), Samuel Jacob II (1800-1866), Samuel III (1834-1891) en Samuel Jacob IV (1862-1915). 
Rond 1770 was de firma een belangrijke greinfabrikant in Leiden met een derde van alle ingebrachte stukken in de greinhal, waar alle producten verplicht gekeurd moesten worden. In 1773 kocht Jacob IV, die samen met zijn broer Abraham het bedrijf J. & A. Le Poole had gedoopt, een aantal panden aan de Garenmarkt, waar het bedrijf vanaf dat moment gevestigd bleef.

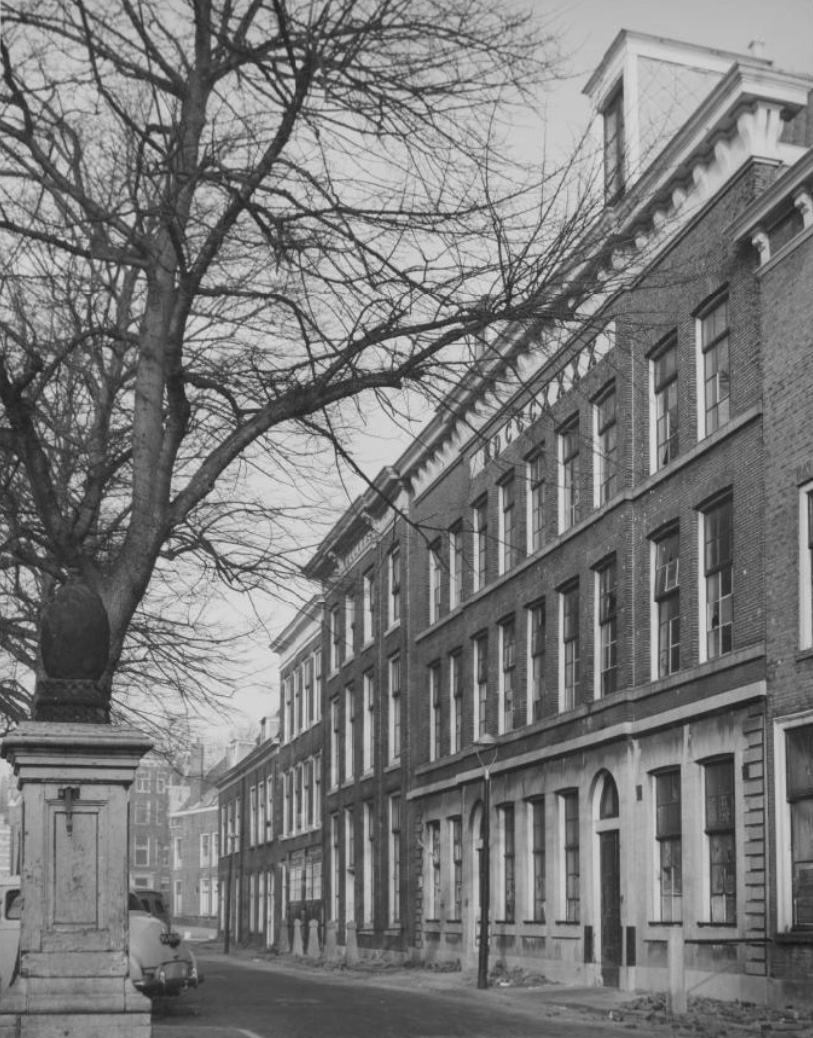

In de periode 1859-1867 schreef Samuel Le Poole (III) artikelen in The Economist over de bescherming van de werknemers, met name vrouwen en kinderen. Eerst legde Le Poole de nadruk op de overreding van zijn medefabrikanten, vervolgens richtte hij zich tot de overheid met het verzoek om in te grijpen. Belangrijk hierbij was het Leids Adres tot beperking van kinderarbeid. In 1874 kwam mede dankzij deze petitie het Kinderwetje van Van Houten tot stand.
Vanaf 1813 bekleedden telgen bestuursfuncties op lokaal niveau, later ook nationaal niveau.
De familie werd in 1919 opgenomen in het genealogische naslagwerk Nederland's Patriciaat; heropname volgde in 1997.

## Aantallen naamdragers

### Nederland
In Nederland waren er in 2007 119 naamdragers. De grootste concentratie woonde toen in Amsterdam.

### België
In België komt de naam minder voor, in 2008 namelijk 3 keer. De grootste concentratie Belgische naamdragers woont in Turnhout.

## Enkele telgen
Mr. Samuel Le Poole (1764-1826), lid van de vroedschap, later gemeenteraad en gemeentelijke rekenkamer van Leiden
- Samuel Jacob Le Poole (1800-1866), lid firma Jacob en Abraham Le Poole
  - Mr. Samuel Le Poole (1834-1891), sociaal bewogen fabrikant, lid van de gemeenteraad (1868-1889) en lid van de Provinciale Staten van Zuid-Holland
    - Ir. Rudolf Le Poole (1876-1935), inspecteur Volksgezondheid
      - Sam Le Poole (1910-1986), kunstschilder
      - Rudolf Willem Le Poole (1914-1987),  lid raad van bestuur Koninklijke Nederlandse Stoomboot Mij.
        - Ir. Hendrik Anne Constantijn Le Poole (1940), consultant Agribusiness en Bioscience; was getrouwd met  ir. Reina Elisabeth Overbeek (1940-2021), dochter van Jan Theodoor Gerard Overbeek (1911-2007), hoogleraar in de fysische chemie aan de Universiteit Utrecht.
          - Rutger Le Poole (1971), dialoogregisseur en musical- en stemacteur; was getrouwd met musicalster Renée van Wegberg

      - Prof. dr. ir. Jan Bart Le Poole (1917-1993),  hoogleraar technische natuurkunde Technische Universiteit Delft, natuurkundige en pionier op het gebied van elektronenmicroscopie
        - Rudolf Samuel Le Poole (1942), sterrenkundige

    - Charles Le Poole (1879-1943), werkzaam Dienst der Staatsmijnen in Limburg
      - Ir. Adolf Cornelis Le Poole (1916-1987), directeur Nijverdal-ten Cate te Almelo
        - Dennis Le Poole (1957), meubelrestaurateur; heeft twee kinderen uit een relatie met Brigitte Kaandorp (1962), cabaratière

      - Maarten Carel Le Poole (1919-2007), Engelandvaarder
      - Mr. Gijsbrecht Norman Alexis Le Poole (1925-2013), directeur Teylers stichting, loopbaanadviseur
        - Sandra Le Poole (1959), hockeyster

  - Cornelia Johanna Gaudina Le Poole (1836-1900); trouwde in 1869 met prof. dr. Pieter de Jong (1832-1900), hoogleraar Oosterse Talen Rijksuniversiteit Utrecht
  - Lodewijk Gerardus Le Poole (1848-1908), lid firma Jacob & Abraham Le Poole, later firma J.A. Le Poole C.V., lid gemeenteraad van Leiden
    - Samuel Jacob le Poole (1873-1931),  lid firma J. en A. Le Poole C.V.
      - Mr. Jaap le Poole (1914-1993), actief in het verzet, lid Tweede Kamer der Staten-Generaal
        - Fré le Poole (1940), voormalige rechter, oud-lid Eerste Kamer der Staten-Generaal; trouwde in 1967 met prof. John Griffiths (1940-2017), hoogleraar rechtssociologie aan de Rijksuniversiteit Groningen

    - Louise Le Poole (1885-1945); trouwde in 1910 met prof. dr. Willem Matthias van der Scheer (1882-1957), geneesheer-directeur Provinciaal Ziekenhuis te Santpoort, hoogleraar neurologie en psychiatrie Rijksuniversiteit Groningen

Geslachten die opgenomen zijn in het sinds 1910 verschijnende genealogische naslagwerk Nederland's Patriciaat. Lijst volgens opgave van het CBG Centrum voor familiegeschiedenis.
A · B · C · D · E · F · G · H · I · J · K · L · M · N · O · P · Q · R · S · T · U · V · W · Y · Z